# Arrondissement Châlons-en-Champagne
Arrondissement Châlons-en-Champagne (fr. Arrondissement de Châlons-en-Champagne) je správní územní jednotka ležící v departementu Marne a regionu Grand Est ve Francii. Člení se dále na pět kantonů a 150 obcí.

## Kantony
od roku 2017
- Argonne Suippe et Vesle
- Châlons-en-Champagne-1
- Châlons-en-Champagne-2
- Châlons-en-Champagne-3
- Mourmelon-Vesle et Monts de Champagne (část)

2015–2017
- Argonne Suippe et Vesle (část)
- Châlons-en-Champagne-1
- Châlons-en-Champagne-2
- Châlons-en-Champagne-3 (část)
- Mourmelon-Vesle et Monts de Champagne (část)
- Vertus-Plaine Champenoise (část)

před rokem 2015:
- Châlons-en-Champagne-1
- Châlons-en-Champagne-2
- Châlons-en-Champagne-3
- Châlons-en-Champagne-4
- Écury-sur-Coole
- Marson
- Suippes
- Vertus